# Chesler
Chesler – wieś w Rumunii, w okręgu Sybin, w gminie Micăsasa. W 2011 roku liczyła 59 mieszkańców.